# آثار العنف المنزلي على الأطفال
هذا المقال عن آثار العنف الأسري على الأطفال. للاطلاع على الموضوعات الأخرى ذات الصلة، راجع الملامح الأساسية للعنف الأسري وإساءة معاملة الأطفال.
تلعب آثار العنف المنزلي على الأطفال، الناتجة عن مشاهدة العنف المنزلي في المنزل حيث ينتهك أحد والديهم الوالد الآخر، دوراً هائلاً على سعادة الأطفال الذين يشهدون العنف وتطور نموهم. في عام 2009 في الفلبين، قُدِّر أن ما بين 7 إلى 14 مليون طفل تعرضوا للعنف المنزلي، مع حوالي 3.3 مليون طفل يتعرضون للعنف المنزلي في منازلهم كل عام.
غالبًا ما يعتقد الأطفال الذين يشهدون العنف المنزلي في منازلهم أنهم المسئولون عن هذا، ويعيشون في حالة خوف دائمة، ويزداد احتمال تعرُّضهم لإيذاء الأطفال الآخرين بمقدار 15 مرة. الملاحظات القريبة أثناء التفاعل اليومي يُمكن أن تُنبِّه مُقدمي الرعاية إلى الحاجة إلى مزيد من التحقيق والتدخُّل، مثل  الاختلالات في المجالات الجسدية والسلوكية والعاطفية والاجتماعية للحياة، ويُمكن أن تساعد في التدُّخل المُبكر وتقديم المساعدة لهؤلاء الأطفال الضحايا.

## الأعراض التي قد يُصاب بها الأطفال أثناء مشاهدة العنف المنزلي

### الأعراض الجسدية
بشكل عام، يُمكن أن يُعاني الأطفال الذين يشهدون العنف المنزلي من قدر كبير من الأعراض الجسدية جنبًا إلى جنب مع حالة اليأس العاطفية والسلوكية. قد يشتكي هؤلاء الأطفال من آلام عامة، مثل الصداع وآلام في المعدة. قد يكون لديهم أيضًا عادات في الأمعاء عصبية وغير منتظمة، والقروح الباردة، وقد يعانون من مشاكل في التبول. ارتبطت هذه الشكاوى باضطرابات الاكتئاب لدى الأطفال، وهي تأثير عاطفي شائع للعنف المنزلي. إلى جانب هذه الشكاوى العامة لعدم شعورهم بالرضا، قد يصبح الأطفال الذين يشهدون العنف العائلي عصبيين، كما ذُكر سابقًا، ولديهم فترات قصيرة من الاهتمام. يعرض هؤلاء الأطفال بعضًا من الأعراض نفسها التي يعاني منها الأطفال الذين تم تشخيص اضطراب فرط النشاط لديهم. على العكس، قد يُظهر هؤلاء الأطفال أعراض التعب المستمر. قد ينامون في المدرسة بسبب قلة النوم في المنزل. قد يقضون معظم الليل في الاستماع إلى العنف أو مشاهدته داخل المنزل. عادة ما يشعر أطفال ضحايا العنف المنزلي بالمرض، وقد يُعانون من سوء النظافة الشخصية. الأطفال الذين يشهدون العنف المنزلي لديهم أيضًا ميل للمشاركة في أنشطة اللعب عالية الخطورة، وسوء المعاملة والانتحار.

#### أعراض ما قبل الولادة
يمكن أن تبدأ الآثار الجسدية للعنف المنزلي بالظهور على الأطفال- بخلاف آثار الإيذاء المباشر- عندما يكونون أجنة في رحم أمهاتهم، يمكن أن يؤدي هذا إلى انخفاض أوزان المواليد عند الولادة، وحدوث الولادة المبكرة، والنزيف المفرط، وموت الأجنة، بسبب الصدمة الجسدية والإجهاد العاطفي التي تتعرض لهما الأم. يُمكن أن تؤدي زيادة ضغط الأمهات أثناء أوقات العنف المنزلي، خاصة عند اقترانها بالتدخين وتعاطي المخدرات، إلى حدوث ولادة مبكرة وإنجاب رُضَّع منخفضي الوزن. عندما تتعرض المرأة للإجهاد أثناء الحمل، يُمكن أن يُولد الطفل مصابًا بالتوتر والقلق وأحيانًا ما يواجه مشاكل في النمو.

#### الرُّضَّع
الأطفال الرُّضَّع الموجودون في المنزل حيث يقع العنف المنزلي غالبًا ما يقعون ضحيةً «لوقوعهم في موقع تبادل إطلاق النار». قد يعانون من إصابات جسدية نتاج صدمة غير مقصودة لأن أحد والديهم يعاني من العنف المنزلي وسوء المعاملة. قد يصبح الأطفال ميئوس منهم ولديهم سرعة انفعال، ونقص في الاستجابة ثانوية لعدم وجود ارتباط عاطفي وجسدي بأمهم، ويعانون من تأخر في النمو، والإسهال المفرط بسبب الضغط والتوتر والصدمات النفسية. الأطفال هم الأكثر تأثرًا بـ بيئة سوء المعاملة والعنف المنزلي لأن دماغ الطفل لا تتطور بشكل كامل.

#### الأطفال الأكبر سنًا
الآثار الجسدية الناتجة عن مشاهدة مظاهر العنف المنزلي عند الأطفال الأكبر سنًا تكون أقل وضوحًا من الآثار السلوكية والعاطفية. تلعب الصدمة التي يتعرض لها الأطفال عندما يشهدون العنف المنزلي في المنزل، دورًا رئيسيًا في نموهم وتطورهم البدني. يُمكن للأطفال الأكبر سنًا في بعض الأحيان تحويل الضغط والتوتر الذي يتعرضون له إلى مشاكل سلوكية. في بعض الأحيان يلجأ الأطفال الذين يشهدون سوء المعاملة والعنف المنزلي إلى المخدرات، على أمل التخلص من الألم. ومع ذلك، ستظهر على الأطفال أعراض جسدية مرتبطة بمشاكلهم السلوكية أو العاطفية، مثل الانسحاب مِن مَن حولهم، لا يتكلمون، ويظهرون بعض السلوكيات المتراجعة مثل التطفل. غالبًا ما ينتج عن القلق والتوتر ظهور أعراض جسدية لدى الأطفال الذين يشاهدون العنف المنزلي. وإذا تطور قلقهم إلى المزيد من الأعراض الجسدية، فقد تظهر عليهم علامات التعب بسبب قلة النوم والوزن والتغيرات الغذائية الناتجة عن عادات الأكل السيئة.

#### التقييم
يجب تقييم الأطفال الذين يشهدون العنف المنزلي من حيث الآثار الجسدية والإصابات البدنية. قد يكون من الصعب تقييم بعض الآثار الجسدية، مثل التغييرات في عادات الأكل أو أنماط النوم أو أنماط الأمعاءوالتي يجب أن تخضع لمزيد من الفحص من قِبَل شخص موثوق به.

### الأعراض السلوكية
من المحتمل أن يقوم الأطفال المعرضون للعنف المنزلي ببعض المشاكل السلوكية، مثل التراجع، والخروج عن السيطرة، وتقليد السلوكيات. قد يعتقد الأطفال أن العنف هو سلوك مقبول للعلاقات الحميمة وقد يصبحون أنفسهم إما المعتدين أو المُعتدى عليهم في علاقاتهم.
بعض علامات التحذير هي التبول في الفراش، والكوابيس، وعدم الثقة في البالغين، والتصرف بعنف، وعادة ما يواجههم مشاكل في التعلق بأشخاص آخرين وعَزل أنفسهم عن أصدقائهم المقربين وعائلتهم. قد تكون الاستجابة السلوكية الأخرى للعنف المنزلي هي كذب الطفل من أجل تجنُّب المواجهة وزيادة الاهتمام.
بالإضافة إلى ذلك، بالنسبة للأعراض السلوكية للأطفال، فإن المصدر الذي يدعم هذه المقالة يدور حول دراسة أجراها ألبرت باندورا عام (1977). كانت الدراسة التي تم تقديمها حول تقديم الأطفال لنموذج يُحتذى به أحدهم عدواني، وأخر غير عدواني، ومجموعة تحكُّم لم تُظهر أي نموذج يُحتذى به. وتسمى هذه الدراسة، «تجربة دمية بوبو»، وقد أثرت التجربة على الأطفال ليتصرفوا مثل قدوتهم تجاه الدمية نفسها. فكان الأطفال الذين تعرضوا للعنف يتصرفون بالعدوان تجاه الدمية، والأطفال الذين تعرضوا لبيئة غير عدوانية كانوا ودودين للغاية. نتيجة لذلك، يمكن أن يتأثر الأطفال بشدة بما يجري في بيئتهم.
يتعرض المراهقون لخطر الفشل الأكاديمي والرسوب المدرسي وإدمان المخدرات.
غالبًا ما يكون سلوكهم خاضعًا للمراقبة والسرية بشأن أفراد أسرهم وقد يشعرون بالحرج حيال وضعهم المنزلي. لا يحب المراهقون عمومًا دعوة الأصدقاء لقضاء وقت فراغهم بعيدًا عن المنزل. الإنكار والعدوان هما الشكلان الرئيسيان لحل المشكلات. يتعامل المراهقون مع العنف المنزلي من خلال إلقاء اللوم على الآخرين، أو القيام بالعنف في علاقاتهم، أو بالهروب من المنزل.

#### العنف بمرحلة المراهقة
يُقدّر أن ما بين 1/5 إلى 1/3 المراهقين المُعرَّضين للعنف المنزلي يتعرضون للعنف في المواعدة بعمر المراهقة، ويتعرضون للإيذاء أو الإساءة من جانب شركائهم لفظيًا أو عقليًا أو عاطفيًا أو جنسيًا أو جسديًا بصورة منتظمة. من
30 ٪ إلى 50 ٪ من العلاقات يُمكن أن تُظهر نفس دورة العنف المتصاعد في علاقاتهم الزوجية.

### الأعراض الجسدية
تُعد الأعراض الجسدية من التأثيرات الرئيسية التي تظهر على الأطفال بسبب العنف الأسري. في دراسة، قام حوالي حوالي 52 ٪ من 59 طفلًا بالصراخ من غرفة أخرى، وقام حوالي 53 ٪ من 60 طفلًا بالصراخ من نفس الغرفة، وقام عدد منهم بدعوة شخص ما للحصول على المساعدة، وبعضهم أصبحوا مشاركين بشكل كبير خلال هذا الوضع البذيء. عندما يصل الوضع العنيف إلى ذروته ويحاول الطفل التدخل، سيكون من المنطقي أن يُفكِّر الشخص بأنه من أجل إنقاذ طفله من الأذى، يجب عليهم أن يتحكموا في أنفسهم، لكن الإحصائيات تُظهر عكس ذلك. يُقال أن حوالي 50٪ من المُعتَدين ينتهي بهم الأمر أيضًا بإساءة معاملة أطفالهم. إحصائية أخرى تُنذر بالخطر تقول أن 25٪ من ضحايا العنف المنزلي يميلون أيضًا إلى العنف مع أطفالهم. يُمكن أن يكون العنف المفروض على هؤلاء الأطفال مُهددًا للحياة في بعض الحالات. إذا كانت الأم حاملاً أثناء سوء المعاملة، يكون الطفل الذي لم يُولد بعد عُرضة لخطر إعاقات مدى الحياة أو لخطر فقد الحياة نفسها. وفي دراسة قام بها الباحثون، من بين إحصاءات الفترة المحيطة بالولادة وحديثي الولادة، فإن الأمهات اللائي يتعرضن للعنف المنزلي يكونوا على عُرضة لفقدان حياة أطفالهم بشكل مضاعف عن الأمهات الأخريات.